# Санта-Клаус (скульптура)

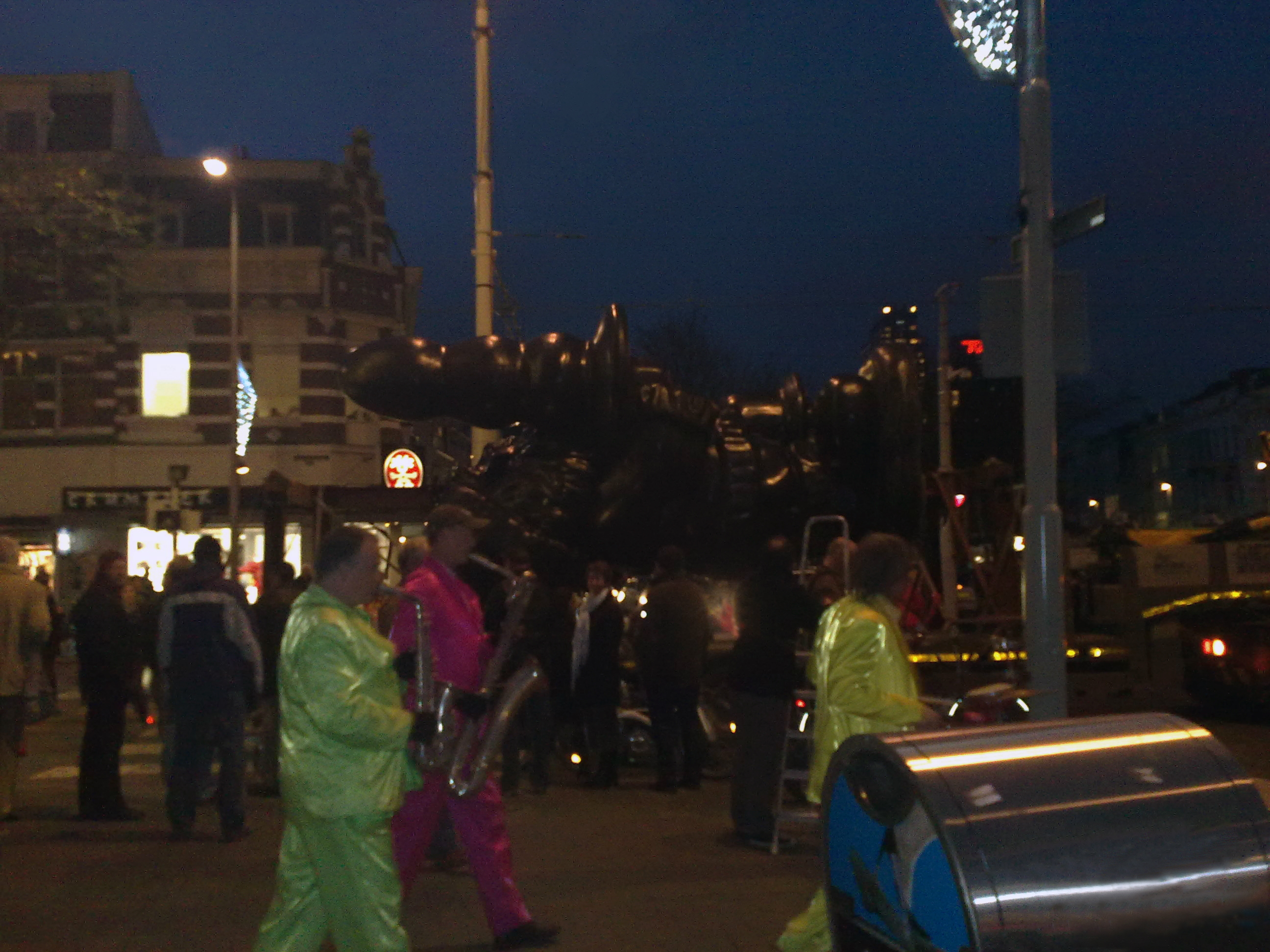
Санта-Клауса святково зустрічають на площі Ендрахтсплейн (листопад 2008 р.)

Санта-Клаус, також відомий як Лепрекон Анальна-пробка — зображення Пола Маккарті. Він стоїть на Ендрахтсплейн в голландському місті Роттердам. Скульптуру замовив американський художник у 2001 році для Міжнародної колекції скульптур для розміщення в місті.
Статуя зображує Санта-Клауса, який тримає в правій руці абстрактний витягнутий предмет. За словами художника, об’єктом може бути деревом, пробкою або чимось іншим. Міська рада Роттердама купила Санта-Клауса за 280 000 євро з наміром встановити статую біля будівлі De Doelen. Це викликало великий опір, для багатьох людей зображення мало сексуальний підтекст, через що воно незабаром отримало своє прізвисько. 22 вересня 2005 року в якості компромісу скульптура була розміщена у дворі музею Бойманса ван Бенінгена, де через чотири дні її відкрив мер Опстельтен. Оскільки музей збирався відремонтувати подвір’я, 21 серпня 2008 року статую поставили на тротуарі музею.
На початку 2008 року муніципалітет Роттердама мав план перенести статую на вулицю Ван Олденбарневелтплаатс на чолі з «Koopgoot». Цей план викликав чималий опір у низки підприємців навколо цієї площі.
Нарешті, у червні 2008 року було вирішено розмістити статую на Ендрахтсплейн, після інтенсивного лобіювання з боку асоціації власників магазинів Binnenweg. 28 листопада 2008 року статую барвистою процесією перевезли на площу Ендрахтсплейн і там поставили.
31 травня 2018 року в Осло, Норвегія, була встановлена ще одна версія Санта-Клауса. З цієї нагоди в інтерв’ю норвезькій газеті Dagbladet художник пояснив, звідки виникла ідея.
На початку 1970-х, у 1972 році мені подарували анальну пробку, як жарт. Вона роками стояла поруч із маленьким лепреконом на моєму столі, — розповідає Маккарті — про випадкове розташування цих двох об’єктів. Потім вони якось злилися воєдино і виникло мистецтво – абстрактна форма, яка зустрічає тривіальне та буденне. ... - Так, це може бути дерево, може бути. Але це може бути і анальна пробка – і тоді це абстрактний предмет, мистецтво. Це може бути що завгодно. ... - Для мене скульптура також про спільноту споживачів – як коментар до матеріального споживання в західному світі.

## Зовнішнє посилання
- Прямий: Випуск «analplugg-gnomes» . Dagbladet